# سيباستيانو ايسبوسيتو
سيباستيانو ايسبوسيتو (بالإيطالية: Sebastiano Esposito)‏ هو لاعب كرة قدم إيطالي، ولد في 2 يوليو 2002 في كاستيلاماري دي ستابيا في إيطاليا. لعب مع إنتر ميلان.

## وصلات خارجية
- سيباستيانو ايسبوسيتو على موقع الاتحاد الأوربي (الإنجليزية)
- سيباستيانو ايسبوسيتو على موقع قاعدة بيانات كرة القدم.إي يو (الإنجليزية)
- سيباستيانو ايسبوسيتو على موقع ليكيب (الفرنسية)
- سيباستيانو ايسبوسيتو على موقع Soccerway.com (الإنجليزية)